# Dosirak
Dosirak (도시락) en Corée du Sud ou kwakpap (곽밥) en Corée du Nord est l'équivalent de la gamelle en Corée. Il est généralement constitué  de riz cuit (bap) et différents banchan (plats d'accompagnement),,. La gamelle elle-même est appelée  dosirak ou dosirak-tong (boite à dosirak). Elle est généralement faite de plastique ou d'acier avec ou sans compartiment. Le dosirak est souvent fait à la maison, mais il est également vendu dans les gares ou les supérettes,

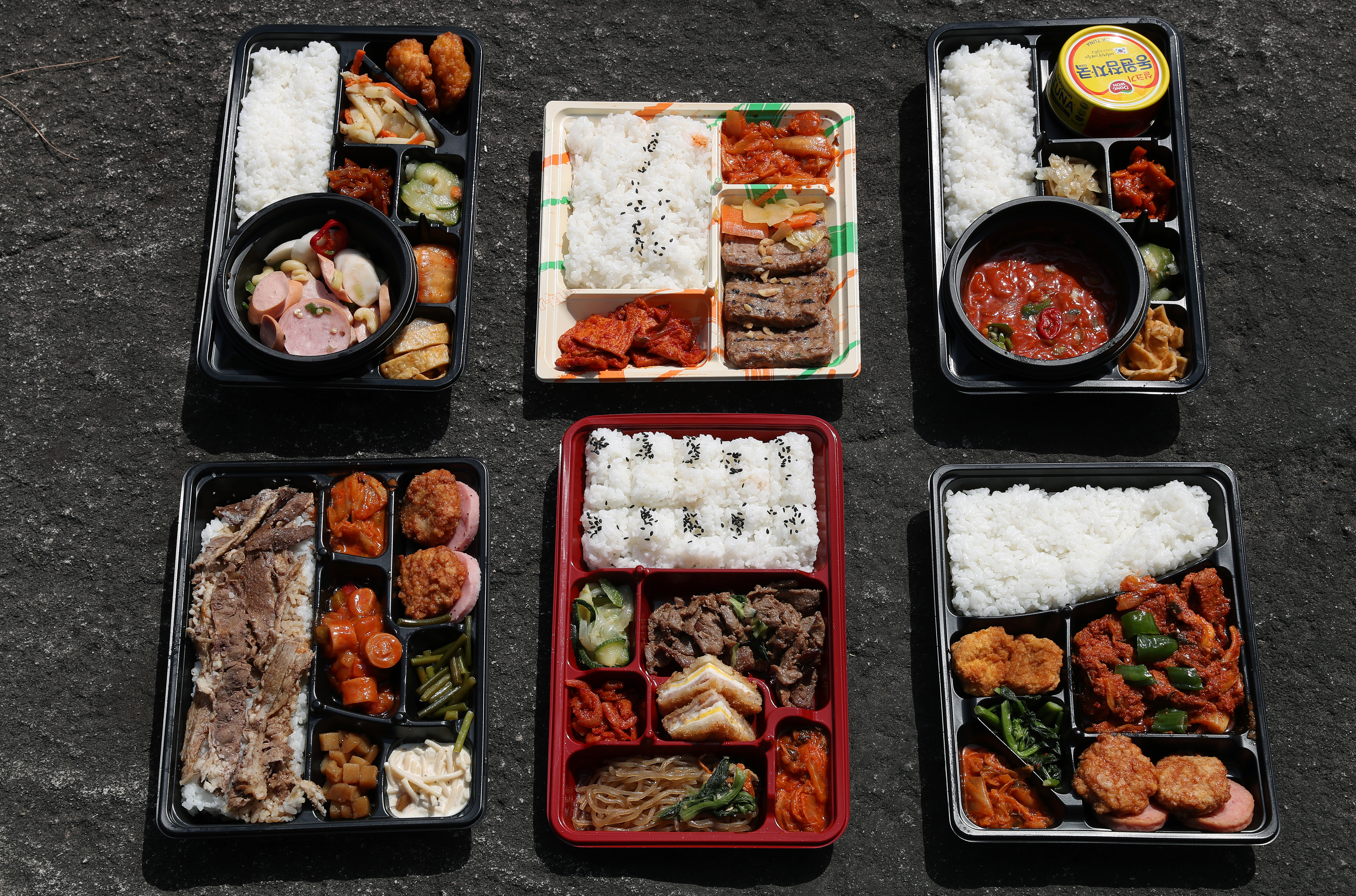
Différents types de dosirak, tels que vendus dans les supermarchés.